# Šípy
Šípy település Csehországban, Rakovníki járásban. Šípy Krakovec, Čistá, Kožlany, Chříč, Slatina, Krakov, Všesulov és Břežany településekkel határos. Lakosainak száma 157 fő (2024. január 1.).

## Népesség
A település lakosságának változását az alábbi diagram mutatja:
| Lakosok száma | 535  | 468  | 459  | 316  | 203  | 150  | 160  | 164  | 156  | 157  |
|               | 1869 | 1900 | 1921 | 1961 | 1980 | 2011 | 2016 | 2019 | 2021 | 2024 |